# Stewie Goes for a Drive
Stewie Goes for a Drive (titulado Stewie conduce un auto en Hispanoamérica y Stewie da una vuelta en coche en España) es el cuarto episodio de la décima temporada de la comedia animada Padre de familia. Fue estrenado el 6 de noviembre de 2011 en los Estados Unidos por Fox. Después el actor Ryan Reynolds se muda a la casa de enfrente, Peter Griffin decide ser su amigo. Mientras asistía a la cena, Ryan comienza a coquetear con Peter lo que le causó cierta molestia, y su amistad con el tiempo termina. Mientras tanto, el bebé Stewie tiene un coche que pertenece a Brian, el perro de la familia, sale a dar una vuelta, y, finalmente, se estrella contra un poste de luz. Temeroso de las consecuencias, Stewie decide huir de su hogar, pero necesita la ayuda de Brian cuando se termina en la parte equivocada de la ciudad.
El episodio fue escrito por Gary Janetti y dirigida por Julio Wu. Ha recibido críticas mixtas en su mayoría de los críticos de su historia, y por sus muchas referencias culturales. De acuerdo con las calificaciones de Nielsen, que fue visto en 5.73 millones de hogares en su emisión original. Además de Reynolds, que se expresó, el episodio contó con las actuaciones invitados de Adam Alexi-Malle, Ralph Garman, Joe Lomonaco, Raquel MacFarlane y Tara Strong, junto con varios actores invitados recurrentes de voz para la serie. Se anunció por primera vez en el 2011 durante el San Diego Comic-Con International.

## Argumento
Después de ir al médico, Peter, junto con su esposa, Lois, comienzan a regresar a casa. Cuando llegan a su coche en el estacionamiento, el actor Ryan Reynolds llega por donde van ellos, y pide direcciones. Al salir, le indica a su disfrute de la presencia de Peter. Al día siguiente, cuando Peter sale de su casa, se da cuenta de que Ryan se ha mudado a la casa que ocupaba sus vecinos, los Cleveland. Peter le pregunta Ryan lo que está haciendo en Quahog, y revela que él es el rodaje de una película. Entusiasmado con la perspectiva de los vecinos, Peter asiste a una fiesta de inauguración de Ryan por la noche. En la fiesta, Ryan comienza a hacerle cosquillas a Peter, con Ryan solicita a Peter para devolver el favor. Más tarde esa semana, los dos deciden ir a cenar juntos. Una vez allí, Ryan intenta besar a Peter, quien decide salir corriendo del restaurante de inmediato. Al día siguiente, Peter se acerca a Lois y le dice que él cree que Ryan es gay. Lois rechaza la idea, a lo que Peter visita a Ryan y preguntarle si se siente atraído por él. Ryan le dice a Peter que él no es gay, y que sólo se siente atraído por su espíritu de la forma en que se atrajo a un hombre a una mujer. Enfurecido por la acusación de Peter, Ryan le dice a Peter que salga de su casa. Al salir, sin embargo, Ryan le entrega un teléfono celular para que los dos "puedan mantenerse en contacto."
Mientras tanto, Brian va a recoger a Stewie de la guardería. De camino a casa, Stewie empieza a escuchar la radio, y decide quedarse en el coche por sí mismo para seguir escuchando. A medida que empieza a cantar la canción, y golpea accidentalmente la palanca de cambios, haciendo que el coche se mueva hacia adelante. Pensando que ahora se puede conducir, Stewie decide coger el coche a dar una vuelta más tarde ese día. Emocionado por la experiencia, se empieza a escuchar la radio, y se entera de un concurso para ganar entradas para los conciertos a ver Justin Bieber. El intento de entrar, Stewie utiliza su teléfono celular para llamar a la emisora de radio. Como sostiene el teléfono celular a Rupert, el coche comienza a girar fuera de control, y se estrella contra un poste de luz. Stewie continuación, devuelve el coche a casa, con todo el frente del vehículo totalmente destruido. Brian pronto descubre el daño, y de inmediato echa la culpa a Stewie, que trata de negar su acusación, pero Brian tiene pruebas de que Stewie lo hizo: dejó Rupert en el coche. Brian a continuación, le dice que él va a decir a Peter y Lois, ante la consternación de Stewie, quien comienza a llorar.Debido al miedo de ser castigado, Stewie decide huir de casa, y deja un disco de Brian para jugar y aprender acerca de sus planes de salir de Quahog. Stewie entonces toma el autobús para el aeropuerto, pero se dejó en el barrio equivocado. Consuela, antigua sirvienta de la familia Griffin, lo encuentra y lo lleva a casa con ella. Más tarde, Brian es capaz de encontrar Stewie, y le dice que él no le digas a nadie sobre el incidente. A medida que el intento de dos a salir de su casa de Consuela, ella insiste en mantenerlo, para disgusto de Stewie que roba un arma cerca, y le dispara en el pie. Los dos se van, y vuelven a casa.

## Producción

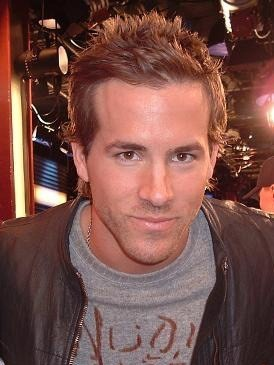
Reynolds invitado en el episodio.

Anunciada por primera vez en el 2011 San Diego Comic-Con Internacional por showrunners serie de Steve Callaghan y Hentemann Mark el episodio fue escrito por Gary Janetti. Janetti se unió a la serie en su primera temporada, escribió "Brian:. Retrato de un perro"  así como el episodio número 150 de la serie histórica de "Brian y Stewie . La película fue dirigida por Julio Wu, quien se unió al programa en su quinta temporada, la dirección de "El Acuático Tan con Steve Zissou". Serie habituales Peter Shin y Purdum James se desempeñó como director supervisor, con Andrew Goldberg, Alex Carter, Spencer Porter, Anthony Blasucci , Mike Desilets y Sethi Deepak servir como escritores de personal para el Jones episode.Composer Ron, quien ha trabajado en la serie desde su inicio, volvió a componer la música para "Stewie va por una unidad". Un anuncio de la aparición de Reynolds en el episodio se hizo en la gira de la Asociación de Críticos de Televisión de verano de prensa, junto con varios otros actores invitados de voz para la temporada.
Además del elenco regular, actor y músico de Adam Alexi-Malle, el actor Ralph Garman, la voz de actor Joe Lomonaco, la voz de la actriz Rachael MacFarlane, el actor Ryan Reynolds, y la actriz de la voz de Tara Strong estrella invitada en el episodio. Recurrente voz invitada actores Alec Sulkin, el escritor John Viener y escritor Wellesley Wild hizo apariciones menores en todo el episodio.